# Glucke

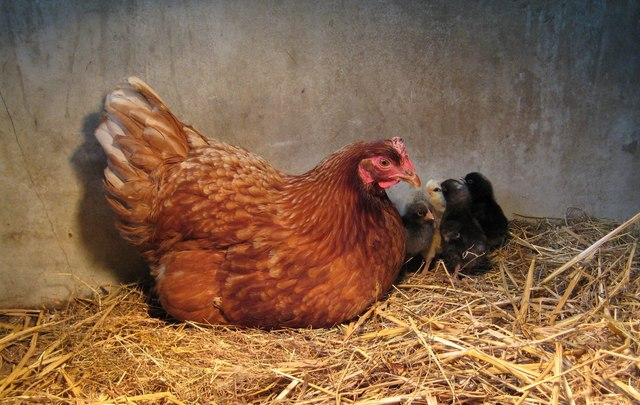
Glucke mit wenige Tage alten Küken

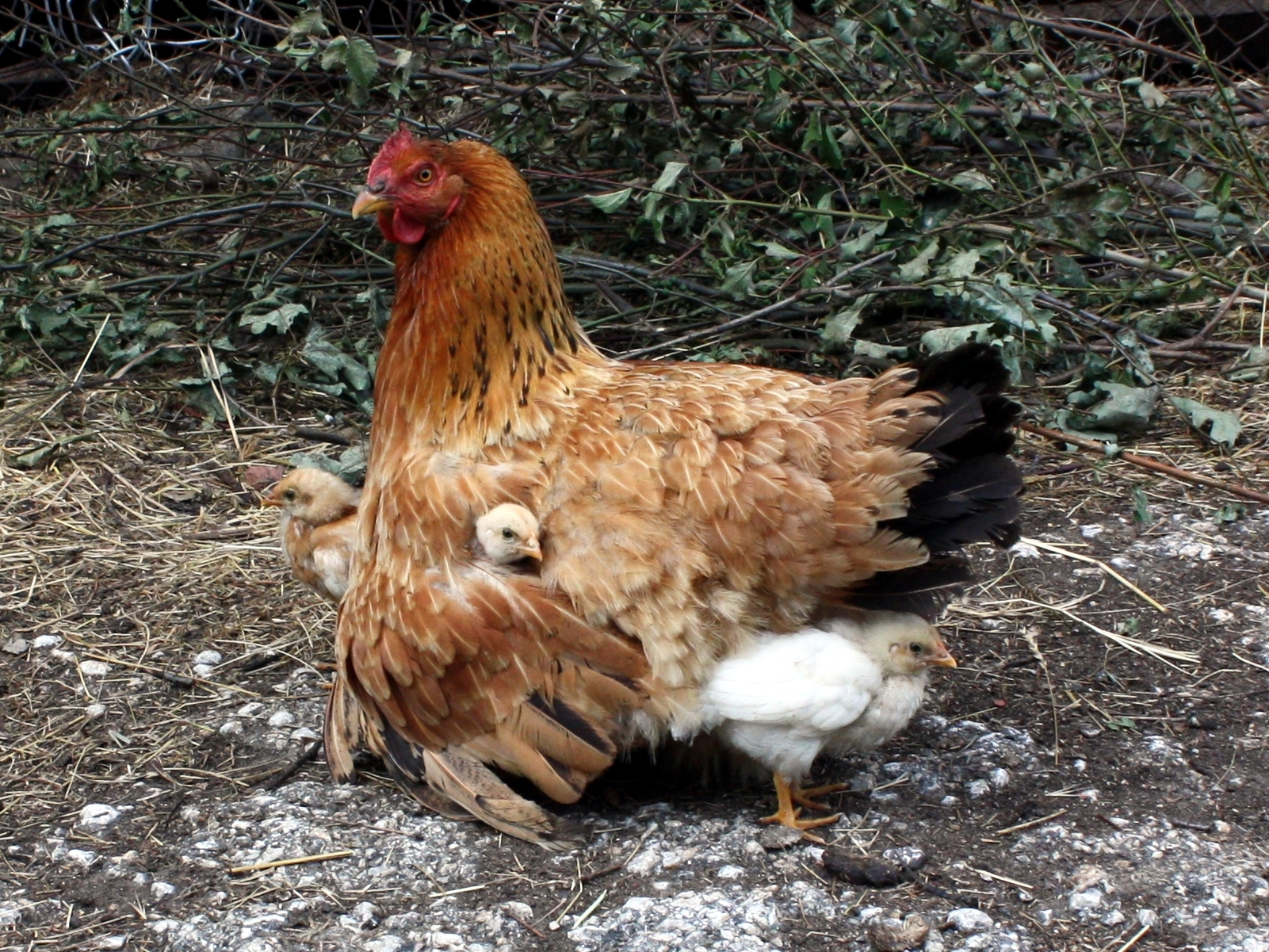
Wachsame Glucke mit Küken unter den gespreizten Flügeln

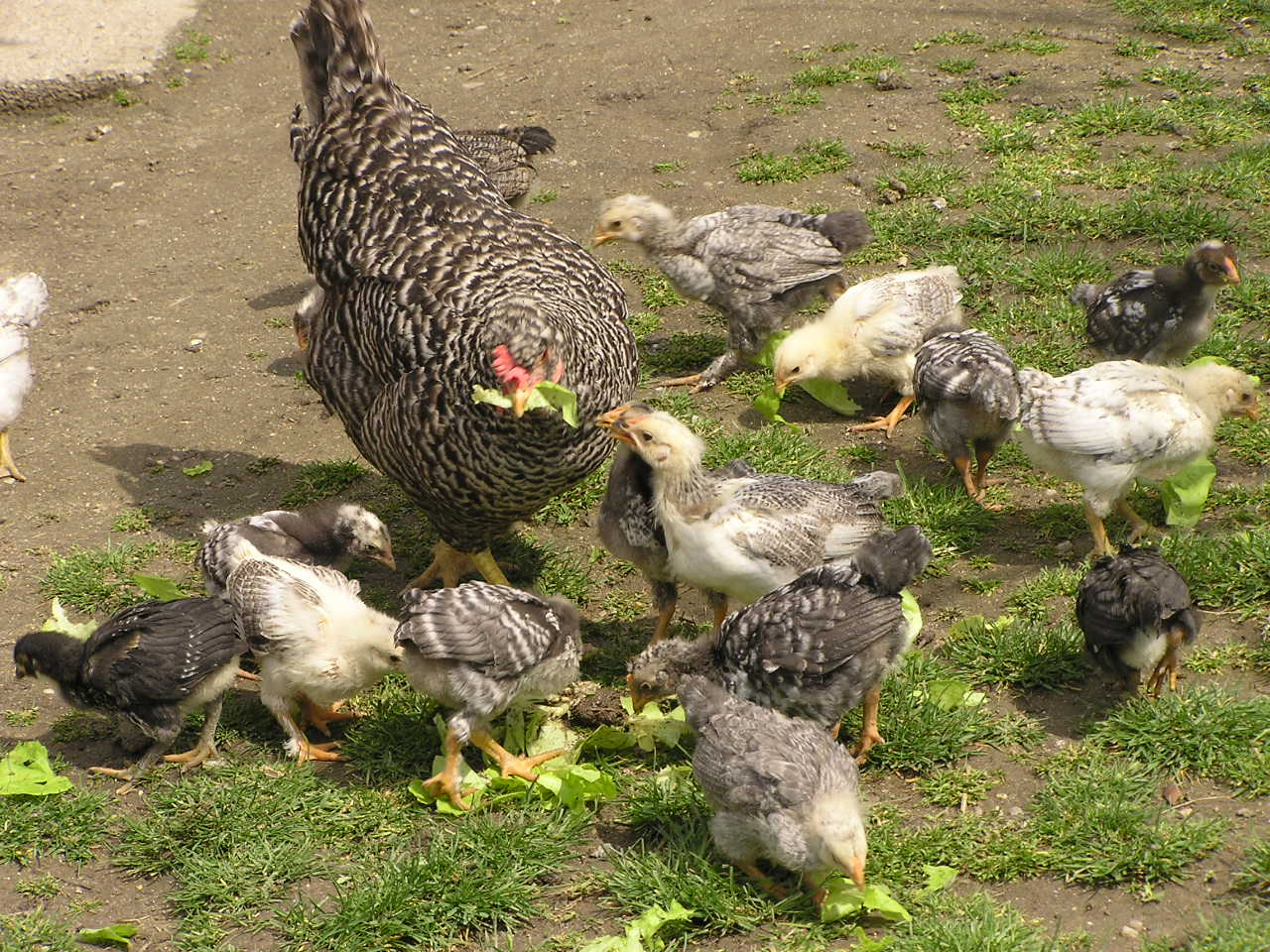
Küken führende Glucke

Glucke ist die Bezeichnung für eine brütende oder Küken führende Henne des Haushuhns.

## Etymologie
Das Verb glucken steht lautmalend für die Laute mehrerer Vogelarten, besonders für die Laute der Henne beim Brüten oder Locken. Nach dem etymologischen Wörterbuch nach Pfeifer steht es für: „‘den Laut gluck ausstoßen, brüten’ (von Hennen), übertragen ‘untätig, stumpfsinnig dasitzen’ mhd. klucken, glucken, mnd. klucken, mnl. clocken, nl. klokken, aengl. cloccian, engl. to cluck, schwed. klucka sind lautnachahmenden Ursprungs; vgl. entsprechende Bildungen wie lat. glōcīre und auf spätlat. clociāre zurückgehendes frz. glousser, ital. chiocciare sowie die unter lachen […] aufgeführten außergerm. lautnachahmenden Verben. Neben dem Laut der Henne beim Brüten und Locken der Küken und ähnlichen Tönen anderer Vögel ahmt glucken und seine abgeleiteten Iterativbildungen glucksen (15. Jh.), gluckern (16. Jh.) auch Laute nach, die beim Schlucken, Aufstoßen oder beim Fließen einer Flüssigkeit aus einer Enge entstehen.“ Glucke, norddeutsch und nordwestmittelhochdeutsch auch Klucke bezeichnet eine „‘brütende oder die Küken ausführende Henne’, spätmhd. mnd. klucke“ und stellt eine Rückbildung zum Verb dar.

## Übertragene Bedeutungen
Glucken (so die bekannte Krause Glucke) sind eine Pilzgattung und verdanken ihren Namen der Ähnlichkeit mit einem ihre Küken hudernden Huhn. Die Schmetterlingsfamilie der Glucken beschreibt der Duden als „Nachtfalter mit plumpem, dicht behaartem Körper und braun, gelb oder grau gefärbten Flügeln“.
Redensartlich ist eine Glucke oder Gluckenmutter eine Tiermetapher für eine Mutter, die ihre Kinder übermäßig umsorgt und behütet. Im Matthäusevangelium (23,37) bezieht Jesus das Bild der Glucke auf sich in der Klage über Jerusalem: Jerusalem, du tötest die Propheten und steinigst die Boten, die zu dir gesandt sind. Wie oft wollte ich deine Kinder um mich sammeln, so wie eine Henne ihre Küken unter ihre Flügel nimmt; aber ihr habt nicht gewollt. Die Brüder Grimm schildern in ihrem Wörterbuch die Bedeutung der Glucke als von fürsorglichen frauen, besonders müttern oder glukke eine familienmutter in scherzhafter rede und älteres mädchen, das gern mit kleinen kindern spielt sowie mutter, um die viele kinder herumlaufen.